# Rudolf Valdec
Rudolf Valdec  (Krapina, 8. ožujka 1872. – Zagreb, 1. veljače 1929.), hrvatski kipar.

## Životopis
Učio je na Obrtničkoj školi u Zagrebu te potom od 1897. studira na akademijama u Beču i Münchenu. Radio je kod A. Kühnea u Beču i kod S. Eberlea u Münchenu. Zbog studija kraće je boravio u Italiji, Rusiji, Njemačkoj i Francuskoj. Po povratku u Zagreb otvara vlastiti atelje u Bosanskoj ulici u Zagrebu, gdje je radio do svoje smrti. Bio je profesor dekorativnog kiparstva i anatomije na Akademiji za umjetnost i obrt u Zagrebu (1908–1929). Bio je član Jugoslavnske akademije znanosti i umjetnosti.
Među njegove poznate učenike ubraja se Joza Turkalj.
Na prekretnici stoljeća kad se formira krug zagrebačkih likovnih umjetnika Rudolf Valdec je s Robertom Frangešom predstavnik i začetnik modernoga hrvatskog kiparstva. 
Pod utjecajem bečke secesije radi u ranijoj fazi alegorijsko-tematsku plastiku (Ljubav, sestra smrti; Sputani genij; Marija Magdalena; Memento mori). Sklonost podrobnoj obradbi pojedinosti i vjernoj reprodukciji viđenoga ostvario je u mnogobrojnim realističnim poprsjima. Glavne radove dao je u velikom broju portreta, modeliranih rukom iskusnoga majstora usmjerenoga na realističku karakterizaciju (Strossmayer, F. Rački, V. Jagić, I. Kršnjavi, I. Mažuranić, I. Trnski, i dr.). Izveo je javne i nadgrobne spomenike I. Kukuljevića, F. Račkoga i S. Miletića (Zagreb), S.S. Kranjčevića (Sarajevo), D. Obradovića (Beograd), V. Jagića (Varaždin), F. Livadića (Samobor). Njegovi dekorativni plastični radovi nalaze se na bivšoj Nacionalnoj i sveučilišnoj knjižnici, Umjetničkome paviljonu, zagrebačkom groblju Mirogoj te drugim javnim ustanovama u Zagrebu. 